# Glenea basilana
Glenea basilana é uma espécie de escaravelho da família Cerambycidae. Foi descrita por Maurice Pic em 1943.